# سياسة التأشيرات في أنغولا
يجب على زوار أنغولا الحصول على تأشيرة مسبقًا من إحدى البعثات الدبلوماسية الأنغولية أو الحصول على تأشيرة مسبقة عبر الإنترنت، ما لم يكونوا من مواطني الدول المعفاة من التأشيرة.
يجب استخدام تأشيرة السياحة خلال 60 يومًا من تاريخ إصدارها وهي صالحة لمدة 30 يومًا، ويمكن تمديدها مرة واحدة لفترة إضافية مدتها 30 يومًا. يجب أن تكون جوازات السفر صالحة لمدة 6 أشهر وبها صفحتان فارغتان على الأقل. يُسمح بالعبور دون تأشيرة للمسافرين المتجهين إلى بلد ثالث على متن نفس الطائرة أو أول رحلة مغادرة إذا لم يغادروا المطار.
في المستقبل، من المتوقع أن تشارك أنغولا في برنامج كازا لتأشيرة موحدة، والذي إذا تم تنفيذه كما هو مخطط، سيسمح لحاملي تأشيرة كازا بالسفر بحرية بين أنغولا وبوتسوانا وناميبيا وزامبيا وزيمبابوي.

## خريطة سياسة التأشيرات

سياسة التأشيرات في أنغولا
أنغولا
لا تتطلب تأشيرة للإقامات القصيرة باتفاق ثنائي
لا تتطلب تأشيرة حتى 30 يومًا لكل دخول و90 يومًا في السنة
تأشيرة إلكترونية مطلوبة

## الإعفاء من التأشيرة
تعفى الدول التالية من التأشيرات بموجب اتفاقيات ثنائية.
| - ناميبيا - موزمبيق - ساو تومي وبرينسيب - جنوب أفريقيا - زامبيا |

يمكن لمواطني الدول التالية زيارة أنغولا بدون تأشيرة، لمدة تصل إلى 30 يومًا لكل زيارة. ووفقًا لحكومة أنغولا، يقتصر مواطنو هذه الدول على ثلاث دخول بدون تأشيرة في السنة التقويمية.
... (تمت ترجمة باقي الجداول والقوائم بنفس الطريقة)